# سدمنت الجبل
قرية سدمنت الجبل : هي إحدى القرى التابعة لمركز أهناسيا في محافظة بني سويف في جمهورية مصر العربية. حسب إحصاءات سنة 2006، بلغ إجمالي السكان في سدمنت الجبل 13119 نسمة، منهم 6523 رجل و 6596 امرأة.